# 厦门航空8667号班机事故
2018年8月16日，厦门航空公司一架波音B737-800客机，执行从厦门飞往菲律宾首都马尼拉的MF8667航班，飞机在马尼拉机场落地时在大雨中偏离跑道，所幸机上165人无人伤亡。 事故发生在2018年8月16日下午11:55（UTC+8）。
該事故没有人員傷亡，但造成无数在尼诺伊·阿基诺国际机场的航班被暂停。事故發生后，NAIA跑道06/24曾一度被关闭。事故中一侧发动机与飞机主体脱离，且三个起落架全部断裂。飞行员称大雨阻碍了跑道的视野，但是空中交通管制记录並未显示任何异常。菲律宾参议院的参议院委员会负责調查此次事故，并由参议员格蕾丝·波因领导。廈門航空的官員出席了2018年8月29日的聽證會。